# Bulevar kneza Aleksandra Karađorđevića
Bulevar kneza Aleksandra Karađorđevića, le boulevard du prince Alexandre Karađorđević (en serbe cyrillique : Булевар кнеза Александра Карађорђевића), est un boulevard situé à Belgrade, la capitale de la Serbie, dans la municipalité urbaine de Savski venac. Il doit son nom au prince Alexandre Karađorđević qui gouverna la principauté de Serbie entre 1842 et 1858.

## Histoire
À l'époque de la république fédérative socialiste de Yougoslavie, une partie du bulevar kneza Aleksandra Karađorđevića a porté le nom de bulevar Oktobarske revolucije, « Boulevard de la révolution d'Octobre », tandis qu'une autre partie devenait le Boulevard de la Paix (en serbe : Bulevar mira). Il a repris son ancien nom en 2004.

## Parcours
Le bulevar kneza Aleksandra Karađorđevića apparaît comme un prolongement de la rue Mihaila Avramovića. En direction du nord-ouest, il est d'abord bordé sur sa gauche par l'ensemble du Complexe royal ; il croise la rue Ive Vojnovića (à gauche) et les rues Šolina, Majora Jagodića, Dedinjska et Vile Ravijojle (à droite). Toujours en direction du nord-ouest, il s'écarte du Complexe royal et croise les rues Jovana Marinovića (à gauche) et Alekse Bačvanskog (à droite), avant de former un grand carrefour giratoire où il est rejoint par la rue Neznanog junaka (à gauche). Le boulevard s'oriente ensuite vers le nord, où il reçoit un échangeur qui permet de rejoindre les rues Užička et Teodora Drajzera (à gauche) ; puis, à la hauteur du Park Rozali Morton, il croise les rues Heroja Milana Tepića et Ljutice Bogdana (à droite). Il rencontre ensuite les rues Generala Pavla Jurišića Šturma (à gauche) et Čakorska, avant d'atteindre un échangeur qui permet de rejoindre la rue Dr Milutina Ivkovića puis, avec avoir obliqué vers le nord-est, il atteint un nouvel échangeur qui, sur la droite, permet d'accéder à la nouvelle gare de Belgrade Centre (Prokop). Sur la fin de son parcours, le bulevar kneza Aleksandra Karađorđevića est bordé sur la gauche par Hajd park, ainsi nommé en référence au Hyde Park de Londres, et, sur la droite, par la gare de Prokop puis il débouche sur le bulevar Vojvode Putnika.

## Caractéristiques
Plusieurs ambassades sont situées sur le boulevard : celle de la république d'Indonésie (au n° 18), celle de l'Albanie (au n° 25A), celle d'Israël (au n° 47) et celle de la république islamique du Pakistan (au n° 62). Le musée d'histoire de la Yougoslavie (en serbe : Muzej istorije Jugoslavije) se trouve à la hauteur du n° 92 ; il a été créé en 1996 par la réunion du Centre mémoriel de Josip Broz Tito et du Musée de la révolution des peuples et des nationalités de Yougoslavie ; il rassemble un fonds constitué de près de 200 000 objets et documents illustrant l'histoire de la Yougoslavie au XXe siècle, notamment centrés autour de la vie et de l'œuvre de Tito ; le Musée du 25 mai, le Stari muzej et la Maison des fleurs dépendent de cette institution.
Au n° 64 se trouvent plusieurs établissements de soin dépendant du Centre clinique et hospitalier Dragiša Mišović (en serbe : Kliničko-bolnički centar Dragiša Mišović ; en abrégé : KBC Dragiša Mišović) dont l'origine remonte à 1922: la clinique d'urologie, la clinique de médecine interne et la clinique de gynécologie et obstétrique. Au n° 29 se trouve la pharmacie Apoteka Dedinje, qui fait partie du réseau Apoteka Beograd. Genesis Medical, un hôpital gynécologique privé, est situé au n° 20 du boulevard.

## Transports
Le bulevar kneza Aleksandra Karađorđevića est desservi par plusieurs lignes de la compagnie GSP Beograd, dont les lignes d'autobus 34L (Beograd Centar - Hôpital Dragiša Mišović), 42 (Slavija – Banjica – Petlovo brdo), 49 (Topčider – Pere Velimirovića), 59 (Slavija – Petlovo brdo), 78 (Banjica II – Zemun Novi Grad) et 94 (Novi Beograd Blok 45 – Miljakovac I) ; il est également desservi par la ligne de minibus E7 (Gare de Pančevački most - Petlovo brdo). Deux lignes de trolleybus passent également dans le boulevard : les lignes 40 (Zvezdara – Banjica II) et 41 (Studentski trg – Banjica II).